# Ctenosauriscus

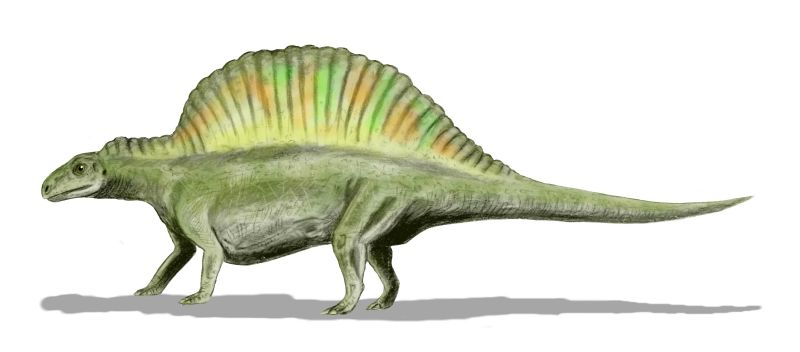
Реконструкція

Ctenosauriscus — вимерлий рід попозавроподібних архозаврів з вітрильною спиною з ранньотріасових відкладень Нижньої Саксонії на півночі Німеччини. Він дав назву родині Ctenosauriscidae, до якого входять інші вітрильні попозавроїди, такі як арізоназавр. Скам'янілості були знайдені в останніх оленекських відкладах віком близько 247,5–247,2 мільйонів років, що робить його одним із перших відомих архозаврів.